# 59e armée (Union soviétique)
La 59e armée était une unité de l'armée rouge durant la Grande Guerre patriotique.

## Historique opérationnel
L'armée est créée en novembre 1941 de le district militaire de Sibérie. En décembre 1941 l'armée arrive sur le front de Volkhov. De janvier à avril 1942 elle combat durant le Siège de Leningrad principalement à la bataille de Liouban. De 1942 à 1944 l'armée reste à protéger Volkhov. En janvier 1944 elle participe à l'offensive Leningrad–Novgorod. En juillet 1944 elle rejoint le front de Carélie et participe à l'offensive Vyborg–Petrozavodsk.

## Liste des commandants
- (2 novembre 1941 – 25 avril 1942) : Major Général Ivan Vassilievitch Galanine
- (25 avril 1942 – 9 mai 1945) : Major Général  Ivan Korovnikov